# 221566 Omarcustodio
221566 Omarcustodio è un asteroide della fascia principale interna. Scoperto nel 2001, presenta un'orbita caratterizzata da un semiasse maggiore pari a 2,460019 UA e da un'eccentricità di 0,181260, inclinata di 2,223477° rispetto all'eclittica.
Fa parte della famiglia di asteroidi Massalia.
Omar S. Custodio è uno dei responsabili operativi della missione New Horizons della NASA.